# Monohelea bellula
Monohelea bellula är en tvåvingeart som beskrevs av John William Scott Macfie 1934. Monohelea bellula ingår i släktet Monohelea och familjen svidknott. Inga underarter finns listade i Catalogue of Life.